# Inscription de la Pierre Écrite
L'inscription de la Pierre Écrite est une inscription située à Saint-Geniez, en France.

## Description
Une monumentale gravure rupestre en latin est inscrite sur la falaise rocheuse. Elle honore Claudius Postumus Dardanus et Naevia Galla, son épouse, pour avoir aménagé le passage dans la gorge menant à la cité de Théopolis que, converti au christianisme, il a créé (aucun vestige de cette cité n'a été retrouvé à ce jour sauf peut-être dans la crypte en triconque de Notre Dame de Dromon également dans la commune de Saint Geniez).
Sa traduction par Jean Guyon est rapportée à son pied sur un panneau : Claudius Postumus Dardanus, homme illustre et revêtu de la dignité de patrice, ancien consulaire de la province de Viennoise, ancien maître au bureau des requêtes, ancien questeur, ancien préfet du prétoire des Gaules et Naevia Galla, clarissime et illustre femme, la mère de ses enfants, au lieu-dit Théopolis, ont fourni un chemin viable en faisant tailler des deux côtés les flancs de la montagne et lui ont procuré murs et portes ; ce travail accompli sur leur propre terre, ils ont voulu rendre commun pour la sureté de tous, avec l'aide de Claudius Lepidus, frère et compagnon de l'homme susnommé, ancien consulaire de (la province de) Germanie première, ancien maître (du bureau) des Archives, ancien comte des affaires privées. Afin que leur zèle à l'égard du salut de tous et le témoignage de la reconnaissance publique puissent être montrés.

## Localisation
L'inscription est située sur la commune de Saint-Geniez, dans le département français des Alpes-de-Haute-Provence.

## Historique
L'inscription date du second quart du Ve siècle.
L'édifice est classé au titre des monuments historiques en 1909.